# Guerra de successió de Màntua
La guerra de Successió de Màntua, també anomenada guerra de Successió de Montferrat va ser un conflicte armat que va sorgir el 1628 amb la mort sense hereus directes de Vicenç II Gonzaga, duc de Màntua i Montferrat. Després de tres anys d'enfrontaments, en els quals van estar implicats els estats més importants de l'Europa d'aquell moment, es va arribar a un acord de pau signat a Ratisbona, que establia com a successor legítim Carles I Gonzaga-Nevers i modificava el territori del Ducat de Savoia.

## Els contendents
El 25 de desembre del 1627 va morir sense hereus legítims, el duc Vicenç II Gonzaga. Els seus estats, el Ducat de Màntua i el Ducat de Montferrat eren territoris subjectes a l'autoritat imperial, ambicionats per diverses famílies de governants per ser una regió estratègicament important situada entre Gènova i Milà. Aquest duc, veient que tenia poca salut i que era poc probable que tingués descendents legítims, va nomenar successor a Carles I Gonzaga-Nevers, que era cosí del seu pare.
El duc de Savoia, en previsió del que passaria va iniciar uns dies abans de la mort de Vicenç II, el repartiment de Montferrat amb el governador espanyol del Ducat de Milà, Gonzalo Fernández de Córdoba. Els Savoia al·legaven tenir dret a la successió pel contracte matrimonial entre el difunt duc Francesc IV Gonzaga, germà de Vicenç II i Margarida, filla del duc Carles Manuel I de Savoia.
Carles I Gonzaga-Nevers, va cercar el suport del rei Lluís XIII de França i va prendre possessió de Màntua el 17 de gener del 1628; però l'emperador Ferran II no li havia donat la necessària autorització i va presentar la candidatura de Ferran II Gonzaga, duc de Guastalla. El de Nevers va demanar la intervenció del govern francès, fet que va portar la reacció del duc Carles Manuel I de Savoia.

## Desenvolupament de la guerra
A la primavera del 1628 l'exèrcit dels Savoia va ocupar Trino, Alba i Moncalvo, les ciutats del Ducat de Montferrat assignades pel tractat de repartiment, mentre que les tropes espanyoles, guiades pel general genovès Ambrosi Spinola, van posar en setge la ciutat de Casale Monferrato. El maig del 1629 Lluís XIII, acabada a França la reconquesta de La Rochelle, i sense haver declarat formalment la guerra a Espanya, va presentar batalla contra Carles Manuel i el va derrotar a la rodalia del turó de Monginevro (entre Susa i Chaumont). Després va alliberar Casale del setge i va ocupar la fortalesa de Pineròl. Carles Manuel va haver de signar a Susa que cessaria les hostilitats contra el Ducat de Màntua.
La intervenció directa de França va provocar la reacció de l'emperador, que va enviar part de les seves tropes sota les ordres d'Albrecht von Wallenstein. Aprofitant la retirada de Lluís XIII, el setembre del 1629, l'exèrcit imperial comandat per Rambaldo XIII de Collalto va entrar a la península Itàlica travessant Valtellina, va conquerir Goito i va assetjar Màntua, fet que va permetre que Spinola retornés a assetjar Casale.
La resistència de Carles de Gonzaga-Nevers a Màntua, va impedir una ràpida solució del conflicte i les tropes imperials, delmades per una epidèmia de pesta, van haver d'abandonar temporalment. Mentrestant, Armand de Richelieu va donar ordres a l'exèrcit francès d'ocupar el Ducat de Savoia i prendre Pineròl. Spinola, davant l'avançada francesa, va augmentar la pressió sobre Casale, al mateix temps que l'exèrcit imperial reprenia l'ofensiva contra Màntua.
El 18 de juliol del 1630 el duc de Nevers es va veure forçat a negociar la rendició de la ciutat a les tropes imperials. Un cop ocupada, la ciutat fou sotmesa a un intens saqueig, i el que quedava de la col·lecció Gonzaga es convertí en botí dels generals imperials.

## La fi del conflicte
El 13 d'octubre del 1630, es va redactar a Ratisbona un acord de pau. L'emperador Ferran II (ja sota amenaça sueca) i l'ambaixador francès van reconèixer com a successor a Carles I Gonzaga-Nevers, amb la cessió de Pineròl i Casale que passarien a ser territori espanyol; a més França es comprometia a no crear aliances contra els Habsburg.
El cardenal de Richelieu, però, es va negar a ratificar el Tractat, i els Habsburg també es van trobar amb la forta resistència dels ciutadans de Casale i amb la crisi causada per la mort de Spinola.
Les negociacions es van reprendre i amb la nova negociació es va arribar al tractat de pau de Cherasco del 6 d'abril del 1631. En aquesta ocasió Ferran II reconeixia coma a legítim successor a Carles I Gonzaga-Nevers, però cedia a Víctor Amadeu I de Savoia, nou duc de Savoia, moltes terres del Ducat de Monferrat; el Savoia, per la seva part, passava a França la fortalesa de Pineròl, a canvi de retirar les tropes.